# Göte Wallin
Göte Erik Wallin, född 18 juni 1935 i Malmö, död 28 februari 2002 i Limhamn, var en svensk målare och tecknare.
Han var son till metallarbetaren Erik Viking Waldemar Wallin och Edith Gunhild Nilsson. Wallin utbildade sig först till hattmakare och var verksam som sådan 1953–1954 innan han övergick till sin konstnärliga verksamhet. Han studerade konst vid Essem-skolan 1954–1955 i Malmö och genom självstudier på resor till Danmark, Norge och Västindien. Han medverkade i samlingsutställningar arrangerade av Skånes konstförening på Malmö rådhus och han deltog några gånger i Expressens Parisersalonger i Stockholm. Wallin är gravsatt i minneslunden på Limhamns kyrkogård.